# Complesso episcopale del patriarca Callisto
Il complesso episcopale del patriarca Callisto sorgeva a Cividale del Friuli (Udine) e costituiva il principale complesso religioso della capitale dell'importante Ducato del Friuli. 
Fa parte del sito seriale "Longobardi in Italia: i luoghi del potere", comprendente sette luoghi densi di testimonianze architettoniche, pittoriche e scultoree dell'arte longobarda, iscritto alla Lista dei patrimoni dell'umanità dell'UNESCO nel giugno 2011.

## Storia
Il complesso fu edificato al tempo del patriarca Callisto, che nel 737 aveva spostato la sede episcopale da Cormons a Cividale, e comprendeva la basilica, il Battistero di San Giovanni Battista e il Palazzo patriarcale. 
Gli scavi archeologici hanno restituito solo poche tracce delle opere architettoniche, ma hanno consentito di recuperare alcuni tra i manufatti più raffinati della scultura longobarda, come il Fonte battesimale del patriarca Callisto e l'Altare del duca Rachis.
I resti del battistero furono riportati alla luce agli inizi del XX secolo, sotto l'attuale duomo cinquecentesco, mentre i resti del palazzo si trovano al di sotto del palladiano Palazzo dei Provveditori veneti, oggi sede del Museo archeologico nazionale.